# Mabel Dove Danquah
Mabel Dove Danquah (1905  Mạnh1984) là một nhà báo, nhà hoạt động chính trị và nhà văn sáng tạo ở Bờ Biển Vàng, một trong những phụ nữ sớm nhất ở Tây Phi làm việc trong các lĩnh vực này. Như Francis Elsbend Kofigah lưu ý liên quan đến những người tiên phong văn học của Ghana, "trước khi xuất hiện những đại diện mạnh mẽ của nữ quyền văn học như Efua Sutherland và Ama Ata Aidoo, đã có Mabel Dove Danquah, nhà nữ quyền sáng chói."  Cô đã sử dụng nhiều bút danh khác nhau trong bài viết của mình cho các tờ báo từ những năm 1930: "Marjorie Mensah" trên tờ Thời báo của Tây Phi; "Dama Dumas" trên tờ Buổi sáng châu Phi; "Ebun Alakija" trên Thời báo Nigeria; và "Akosua Dzatsui" trong Bản tin buổi tối của Accra. Bước vào chính trị vào những năm 1950 trước khi Ghana độc lập, cô trở thành người phụ nữ đầu tiên được bầu làm thành viên của bất kỳ hội đồng lập pháp châu Phi nào.

## Giáo dục và những năm đầu
Mabel Ellen Dove được sinh ra ở Accra với mẹ là Eva Buckman. một nữ doanh nhân ở Osu và cha là Francis (Frans) Dove (1869-1949), một luật sư từ Sierra Leone, là chủ tịch đầu tiên của Gold Coast Bar. Cùng với các chị gái của mình, Mabel khi mới 6 tuổi đã được học tại Freetown, Sierra Leone, và được học thêm ở Anh, nơi cô tham gia khóa học thư ký, trái với mong muốn của cha mình. Cô được gửi trở lại Freetown, và cô đã giúp thành lập một câu lạc bộ cricket của phụ nữ ở đó , tham gia vào xã hội kịch ở địa phương và đọc nhiều, trước khi trở về Gold Coast ở tuổi 21. Cô tìm được việc làm đánh máy tốc ký với Elder Dempster trong tám năm, sau đó chuyển sang GB Olivant, trước khi đi làm quản lý cho công ty thương mại của AG Leventis.

## Báo chí
Mabel Ellen Dove bắt đầu viết cho tờ Thời báo Tây Phi, tờ nhật báo đầu tiên của Ghana, được thành lập và sở hữu bởi Tiến sĩ JB Danquah và ủng hộ mạnh mẽ các quyền cơ bản của con người trong khi tố cáo sự thống trị của nước ngoài. Thông qua chuyên mục "Ladies [later Women] Corner by Marjorie Mensah" (1931 luận34), các bài viết của cô đã giành được sự yêu mến rộng rãi của công chúng: và đấu tranh cho quyền lợi của họ. "  Mabel Ellen Dove cũng giành được sự ngưỡng mộ của chủ sở hữu tờ báo, và hai người kết hôn vào năm 1933. Năm 1939, Mabel Ellen Dove đã nói chuyện trên đài phát thanh ủng hộ nỗ lực chiến tranh.
Sau khi tờ Thời báo Tây Phi ngừng hoạt động, bà tiếp tục viết cho tờ Buổi sáng châu Phi (1935 Hóa40), Thời báo Nigeria (1936 Ném37), Tin tức buổi tối Accra (1950 câu1960) và Đồ họa hàng ngày (1952). Khi vào năm 1951, bà đảm nhận việc biên tập tờ Tin tức buổi tối Accra - tờ báo của Đảng Nhân dân Công ước (CPP), được thành lập năm 1948  - bà là người phụ nữ thứ hai từng chỉnh sửa một tờ báo ở Ghana. Mặc dù cuộc hẹn kết thúc sau năm tháng vì bất đồng với lãnh đạo CPP Kwame Nkrumah về phương pháp biên tập, cô vẫn trung thành với Nkrumah và đảng.